# Blantyre, Malawi

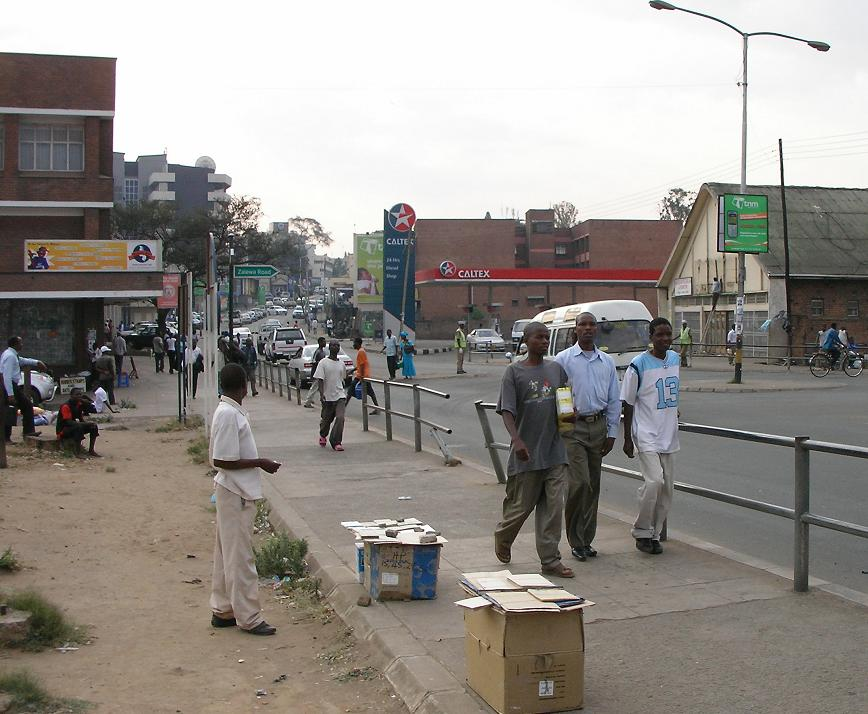
Blantyre 2008.

Blantyre är en stad i södra Malawi, och är huvudort i distriktet Blantyre. Invånarantalet var 661 444 invånare vid folkräkningen 2008, vilket betyder att staden nu passerats av huvudstaden Lilongwe som landets största stad. Staden fick sitt namn efter Blantyre i Skottland, upptäcktsresanden David Livingstones födelseort. 

## Historia
Blantyre grundades år 1876 och namngavs efter David Livingstones födelseplats. Staden blev ett brittiskt konsulat år 1883 och blev kommun 1895, och var därmed den första staden i Malawi som fick status som kommun. Under första världskriget ökade invånarantalet rejält, bland annat genom att asiatiska köpmän kom till Blantyre. De skulle komma att göra ett stort inflytande på staden.

## Klimat
Blantyre har ett tropiskt klimat med temperaturer som oftast ligger mellan 23°C och 32°C. Regnperioden pågår från mitten av november till april och det är den som är den varmaste perioden. Under denna period kan temperaturen gå upp emot 32°C. En mera sval men torr period pågår från mitten av maj till mitten av augusti. I denna period brukar temperaturen ligga mellan 21°C och 26°C. Den regnigaste perioden pågår från januari till mars, då det kan komma upp emot 358 millimeter regn.